# Autodeterminação

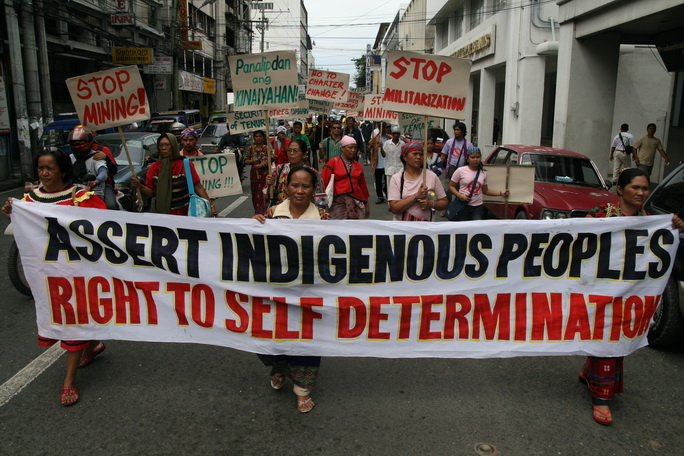
Marcha dos direitos de autodeterminação para os povos indígenas.

A autodeterminação dos povos é o princípio que garante a todo o povo de um país o direito de se autogovernar, realizar suas escolhas sem intervenção externa, exercendo soberanamente o direito de determinar o próprio estatuto político. Em outras palavras, é o direito que o povo de um país tem de escolher como será legitimado o direito interno sem influência de qualquer outro país. O direito de um povo à autodeterminação é um princípio fundamental do direito internacional, sendo geralmente considerado como uma norma de jus cogens, vinculando, como tal, as Nações Unidas como intérprete autorizada das normas da Carta 
O conceito veio à tona pela primeira vez na década de 1860, espalhando-se rapidamente a partir daí . Durante e após a Primeira Guerra Mundial (1914-1918), o princípio foi utilizado tanto pelo primeiro-ministro soviético Vladimir Lênin como pelo presidente dos Estados Unidos Woodrow Wilson. Tendo esse último anunciado os seus Catorze Pontos em 8 de janeiro de 1918, em 11 de fevereiro de 1918 declarou: "as aspirações nacionais devem ser respeitadas; os povos só podem agora ser dominados e governados pelo seu próprio consentimento. A ‘autodeterminação’ não é uma mera frase; é um princípio imperativo de ação”.
O princípio da autodeterminação foi reconhecido como um direito jurídico internacional depois de ter sido explicitamente enumerado como tal na Carta das Nações Unidas . Ele também é reconhecido pelo direito constitucional brasileiro no artigo 4º da Constituição Federal de 1988 como um dos princípios da República Federativa do Brasil que regem as suas relações internacionais .
O termo também se refere à livre escolha dos seus próprios atos sem pressão externa. A autodeterminação dos povos é ainda um elemento fundamental que determina o fim do colonialismo no sentido de hard power — o fim da legitimidade dos países de possuir colônias.

## Debate teórico
No âmbito jurídico, o conceito de autodeterminação está ligado às suas raízes históricas no direito internacional, tendo como marco inicial a menção na Carta da ONU. A justificação legal do princípio parte do pressuposto de que os Estados são os agentes principais do direito internacional, e cada um tem direito a se autogovernar e deve conceder esse mesmo direito ao outro através da não-intervenção. A autodeterminação está no centro da teoria do direito internacional, porque evidencia as contradições e as tensões entre diferentes vertentes: "entre positivismo e a lei natural; entre a ênfase no consenso (voluntarismo) e a ênfase nos princípios legais objetivos; entre uma visão estadista e comunitária da ordem internacional" 
Dentro das teorias de Relações Internacionais, sobretudo no campo da Política Internacional, a ideia da autodeterminação encontra suas bases nos postulados políticos das Revoluções Francesa e Russa, influenciadas, respectivamente, pelo liberalismo e pelo marxismo. 
Sob a perspectiva do liberalismo nas Relações Internacionais, o princípio de autodeterminação está vinculado historicamente à figura de Woodrow Wilson. O conceito de autodeterminação está fortemente conectado com a elaboração da teoria democrática liberal e o desenvolvimento dos direitos à liberdade do indivíduo e da soberania popular como princípio normativo das sociedades modernas. Além disso, a questão da compatibilidade entre liberalismo e nacionalismo e da autodeterminação permeia o centro do debate entre individualistas e comunitários, cosmopolitismo e particularismo. Kant e Locke assentam as bases filosóficas, morais e metodológicas das liberdades individuais, e aceitam que uma comunidade política possa conter o fundamento histórico-sociológico do agrupamento desses indivíduos, mas não são os autores que sugerem a nação como esse fundamento. Quem combina o individualismo liberal com a ideia da nação (ainda com a primazia do indivíduo como categoria analítica e metodológica principal) é John Stuart Mill. John Rawls acrescenta ao debate introduzindo o conceito de "peoples" (povos) como uma entidade de análise além da nação e do indivíduo. Esse debate – qual importância dar ao indivíduo e ao coletivo (na figura da nação), o que os pressupostos morais (como a autodeterminação) significam para os indivíduos e para o todo, se o liberalismo é compatível com o nacionalismo ou se deve adotar um cosmopolitismo integral – segue vivo até hoje. 
O debate teórico marxista sobre nacionalismo é bastante diferente. Sob o ponto de vista do socialismo de Lênin, a autodeterminação possui três principais componentes: primeiro, a invocação de identidades étnicas e nacionais de grupos visando a escolher seu destino; segundo, um princípio a ser mobilizado depois de ocupações militares para definição de fronteiras; terceiro, um postulado anticolonial para o direito à libertação. No entanto, Cassesse aponta para o fato de o princípio da autodeterminação suceder o objetivo do socialismo e da luta de classe, e ser utilizado muitas vezes como um ideal filosófico instrumentalizado para esse propósito político, similarmente à utilização do conceito na Revolução Francesa. Outro ponto importante relacionado é a complexidade da discussão sobre identidades nacionais dentro do socialismo, considerando que na teoria marxiana o nacionalismo seria uma ideologia de alienação das massas, em que a lealdade à nação (traduzida nos interesses do Estado burguês) seria uma forma de ocultar e substituir a consciência de classe. No entanto, existe amplo debate e nuance sobre isso dentro do socialismo soviético devido à diversidade étnica e nacional na União Soviética e às tensões entre internacionalismo e o "socialismo em um só país". A forma de tratar as diferentes etnias e nações dentro do território de domínio soviético e a sua relação com as lutas anticoloniais no Terceiro Mundo, ou seja, de que maneira seria materializado o princípio da autodeterminação, era uma grande preocupação para os líderes da União Soviética, o que fez o debate teórico sobre autodeterminação avançar bastante nesses espaços. 
Ainda, existe a possibilidade de enquadrar o conceito de autodeterminação como ponto-chave da ideologia do nacionalismo. Nesse sentido, Dahbour  argumenta que enquanto o liberalismo e o marxismo são ideologias na sociedade moderna, o nacionalismo é a ideologia da sociedade moderna. Isso envolve o debate teórico tradicional sobre nacionalismo entre modernistas (Benedict Anderson, Hobsbawm), primordialistas, etnossimbolistas (Anthony Smith), que buscam situar temporalmente o surgimento da identidade nacional e conceitualizar sua forma e desdobramentos políticos. Dahbour, teórico crítico do nacionalismo e da autodeterminação, aponta para a desnaturalização do princípio de nacionalismo: ele não é um aspecto natural da modernidade, mas uma resposta específica (e predominante) aos problemas da modernidade e às suas particularidades históricas, e a autodeterminação precisa ser debatida e problematizada enquanto princípio moral e filosófico. Demarcando a necessidade de avançar teoricamente sobre a questão da autodeterminação, que segue insuficiente, Hannum aponta para uma abordagem baseada nos direitos humanos, valorizando a autonomia para balancear as demandas de grupos específicos com a soberania do Estado. São alguns exemplos do debate teórico contemporâneo sobre nacionalismo e autodeterminação.

## História

### Pré-século XX
O princípio da autodeterminação é geralmente atribuído às revoluções Americana (1765-1791) e Francesa (1789-1799). As revoluções europeias de 1848, o acordo de Versalhes (1919) após a Primeira Guerra Mundial e o movimento de descolonização após a Segunda Guerra Mundial (1939-1945) moldaram e estabeleceram a norma.

### Estado-nação e as independências
A ascensão do conceito de Estado-nação no século XIX trouxe junto a importância da autodeterminação para grupos étnicos que tinham a finalidade de se unificar sob uma identidade compartilhada. Nesse contexto, o colapso de impérios multinacionais — como o Império Austro-Húngaro e o Império Otomano — fez impulsionar a criação de novos Estados baseados em etnias e culturas específicas. A ascensão do nacionalismo, junto dos movimentos nacionalistas em si, também no século XIX, não só impulsionou as discussões sobre a autodeterminação como também fez-se utilizar o uso do termo no contexto das lutas pelas independências.

### Impérios
O mundo possuía vários impérios continentais tradicionais, como o Império Otomano, o Império Russo, o Império Austríaco/Habsburgo e o Império Qing. Durante o início do século XIX, a concorrência na Europa deu origem a várias guerras, nomeadamente as guerras napoleônicas. Após este conflito, o Império Britânico tornou-se dominante e entrou no seu "século imperial", enquanto o nacionalismo se tornou uma poderosa ideologia política na Europa. Posteriormente, o "Novo Imperialismo" foi desencadeado com a França e, mais tarde, com a Alemanha tendo estabelecido colônias ao redor do mundo e com a emergência do Japão como uma nova potência. Desenvolveram-se assim vários teatros de competição em todo o mundo: no continente africano, os Estados europeus competiram por colônias; na Ásia Central, a Rússia e a Grã-Bretanha disputavam pelo domínio no Grande Jogo; na Ásia Oriental, estabeleceram-se colônias e novas esferas de influência — decorrentes, em parte, pelo detrimento do Império Qing. O Império Austríaco, o Império Otomano, o Império Russo, o Império Qing e o novo Império do Japão mantiveram-se, muitas vezes, expandindo-se ou contraindo-se às custas de outro império. Todos os impérios aqui citados ignoraram as noções de autodeterminação dos governados.
No século XVI, o professor espanhol de direito da Universidade de Salamanca, Francisco de Vitoria, escreveu: "toda nação tem o direito de governar a si própria e pode aceitar o regime político que quiser, mesmo que não seja o melhor”.

### Rebeliões e emergência do nacionalismo
A Revolução Americana da década de 1770 tem sido vista como a primeira afirmação do direito à autodeterminação nacional e democrática devido à invocação explícita da lei natural, dos direitos naturais do homem, bem como do consentimento e da soberania do povo governado — ideias que foram inspiradas pelos escritos iluministas de John Locke do século anterior. Thomas Jefferson promoveu ainda a noção de que a vontade do povo era suprema, especialmente através da autoria da Declaração de Independência dos EUA, que inspirou os europeus ao longo do século XIX . A Revolução Francesa (1789-1799) teve uma influência similar e legitimou as ideias de autodeterminação no Velho Mundo  .
No Novo Mundo, durante o início do século XIX, a maior parte das nações da América Espanhola alcançou a independência da Espanha. Os Estados Unidos apoiaram essa tendência de processos de independência e autodeterminação como política hemisférica relativa ao colonialismo europeu através da Doutrina Monroe. O público americano, os grupos associados organizados e as resoluções do Congresso apoiaram frequentemente esses movimentos, a exemplo da Guerra da Independência Grega (1821-1829) e das exigências dos revolucionários húngaros em 1848. No entanto, esse apoio nunca se tornou política oficial do governo devido ao equilíbrio de outros interesses nacionais. Após a Guerra Civil Americana (1861-1865) e com um poder crescente, o governo dos Estados Unidos não aceitou a autodeterminação como base de orientação política em casos como a compra do Alasca e a tentativa de compra das ilhas das Índias Ocidentais de São Tomé e de São João na década de 1860, além da sua crescente influência no Reino do Havaí, que levou à sua anexação em 1898. Com a sua vitória na Guerra Hispano-Americana em 1899 e a sua ascendente estatura no mundo, os EUA apoiaram a anexação das antigas colônias espanholas de Guam, Porto Rico e Filipinas sem o consentimento dos seus povos, e mantiveram também uma "quase suserania" sobre Cuba .
Em 1914, Vladimir Lênin escreveu: "[seria] errado interpretar o direito à autodeterminação como significando algo mais do que o direito à existência como um Estado separado" .

#### Revolução de Outubro
A noção de autodeterminação torna-se recorrente na primeira metade do século XX, como resultado das lutas anticoloniais e anticapitalistas influenciadas pela Revolução de Outubro em 1917. Uma das primeiras menções é encontrada na obra Marxismo e Problema Nacional, publicada em 1913 pelo futuro secretário geral da União Soviética, Joseph Stálin. Ao discutir sobre nação, etnia e Estado, o autor define o direito da autodeterminação da seguinte forma:
"O direito de autodeterminação significa que só a própria nação tem o direito de determinar seus destinos, que ninguém tem o direito de imiscuir-se pela força na vida de uma nação, de destruir suas escolas e demais instituições, de violar seus hábitos e costumes, de perseguir seu idioma, menosprezar seus direitos".
Em 1936, seria aprovada de maneira pioneira, na Constituição Soviética, os princípios de autodeterminação das nações georgianas, ucranianas, turcas e as demais que compunham a União Soviética. Conforme Terry Martin, após a instituição da nova constituinte, o Estado soviético criou não só uma dúzia de repúblicas de amplas dimensões, mas também dezenas de milhares de territórios nacionais espalhados por toda a extensão do país.

### Guerras mundiais (1914-1945)

#### Europa, Ásia e África
O presidente dos EUA à época da Primeira Guerra Mundial, Woodrow Wilson, reviveu o empenho do país na autodeterminação, pelo menos dos Estados europeus Quando os bolcheviques chegaram ao poder na Rússia, na Revolução de Outubro (1917), apelaram à retirada imediata da Rússia como membro dos Aliados. Eles também apoiaram o direito de todas as nações, incluindo colônias, à autodeterminação.
Em janeiro de 1918, Wilson publicou os seus Catorze Pontos, que, dentre outras coisas, abordava o princípio da autodeterminação e invocava o ajuste das reivindicações coloniais com base nos interesses das potências coloniais como tendo o mesmo peso que as reivindicações dos povos sujeitos.
Wilson defendeu publicamente que os acordos celebrados no final da guerra seriam um "reajuste das grandes injustiças que estão na base de toda a estrutura da sociedade europeia e asiática". A nova ordem que emergiria no período pós-guerra colocaria, segundo Wilson, os governos "nas mãos do povo e retirados das mãos das corporações e dos soberanos, que não tinham o direito de governar o povo". A Liga das Nações foi criada como símbolo da ordem emergente do pós-guerra; uma das suas primeiras tarefas foi legitimar as fronteiras territoriais das novas nações — Estados criados nos territórios do antigo Império Otomano na Ásia e na África. No entanto, o princípio da autodeterminação não se estendia ao ponto de acabar com o colonialismo; com base no argumento de que as populações locais não eram suficientemente civilizadas, a Liga das Nações deveria atribuir cada um dos Estados e colônias pós-otomanas, asiáticas e africanas a uma potência europeia através da concessão de um mandato pela Liga das Nações.
Durante as décadas de 1920 e 1930, registraram-se alguns movimentos bem sucedidos de autodeterminação no início do processo de descolonização. No Estatuto de Westminster (1931), o Reino Unido concedeu a independência ao Canadá, à Nova Zelândia, à Terra Nova, à Commonwealth da Austrália e à União da África do Sul após o parlamento britânico ter se declarado incapaz de lhes aprovar leis sem o seu consentimento. Embora o Estado Livre Irlandês já tivesse conquistado a independência internacionalmente reconhecida no final da Guerra da Independência Irlandesa (1919-1921), tal como estabelecido no Tratado Anglo-Irlandês, continuou a ser incluído no Estatuto de Westminster. Este estatuto baseou-se na Declaração Balfour de 1926, que reconhecia a autonomia destes domínios britânicos, representando a primeira fase da criação da Comunidade Britânica de Nações. O Egito, o Afeganistão e o Iraque também se tornaram independentes da Grã-Bretanha. Outros esforços não tiveram êxito, como o movimento de independência da Índia. A Itália, o Japão e a Alemanha iniciaram novos esforços para colocar determinados territórios sob o seu controle, o que conduziu à Segunda Guerra Mundial. O programa nacional-socialista alemão, em particular, invocou este direito das nações no seu primeiro ponto (de um total de 25), proclamado publicamente em 24 de fevereiro de 1920 por Adolf Hitler.
Na Ásia, o Japão tornou-se uma potência em ascensão, conquistando mais respeito das potências ocidentais após a sua vitória na Guerra Russo-Japonesa (1904-1905). O Japão juntou-se às potências aliadas na Primeira Guerra Mundial (1914-1918) e atacou as colônias alemãs no Extremo Oriente, juntando esses antigos territórios ao seu próprio império. Na década de 1930, o Japão ganhou uma influência significativa na Mongólia Interior e na Manchúria após tê-las invadido e estabeleceu Manchukuo, um Estado-fantoche na Manchúria e na Mongólia Interior oriental. Este foi essencialmente o modelo seguido pelo Japão quando invadiu outras áreas da Ásia e estabeleceu a Esfera de Co-Prosperidade da Grande Ásia Oriental. O Japão esforçou-se bastante para argumentar que Manchukuo se justificava pelo princípio da autodeterminação, alegando que o povo da Manchúria queria se separar da China, e pediu ao Exército de Kwantung que interviesse em seu nome. No entanto, a comissão Lytton, nomeada pela Liga das Nações para decidir se o Japão tinha ou não cometido uma agressão, declarou que a maioria da população da Manchúria era constituída por chineses da etnia Han que não desejavam abandonar a China.
Em 1912, a República da China sucedeu a dinastia Qing, enquanto a Mongólia Exterior, o Tibete e Tuva proclamaram a sua independência, que não foi aceita pelo governo chinês. Pelo Tratado de Kyakhta (1915), a Mongólia Exterior reconheceu a soberania da China. No entanto, a ameaça soviética de se apoderar de partes da Mongólia Interior levou a China a reconhecer a independência da Mongólia Exterior, desde que se realizasse um referendo. O referendo foi realizado em 20 de outubro de 1945, tendo (de acordo com os números oficiais) 100% do eleitorado votado a favor da independência.
Muitas das atuais disputas de soberania e questões de autodeterminação na Ásia Oriental têm origem em disputas não resolvidas desde a Segunda Guerra Mundial (1939-1945). Após a sua queda, o Império do Japão renunciou ao controle de diversos  de seus antigos territórios, incluindo a Coreia, a ilha de Sakhalin e Taiwan. Em nenhuma destas áreas foi consultada a opinião das populações em questão, nem lhes foi dada prioridade significativa. A Coreia em específico obteve a independência, mas o destino de várias outras áreas não foi declarado no Tratado de São Francisco (1951), dando a Taiwan uma independência de fato, embora o seu estatuto político continue a permanecer ambíguo.

### O mundo da Guerra Fria e os processos de descolonização

#### Carta da ONU
Em 1941, os Estados Unidos e Grã-Bretanha assinaram uma declaração na qual foram declarados os objetivos do mundo pós-guerra e a definição de vários princípios, entre eles o Princípio da Autodeterminação dos Povos. No mesmo ano os Aliados também assinaram a Carta do Atlântico. Em janeiro de 1942, 26 países assinaram a Declaração das Nações Unidas, que ratificaram esses princípios. A ratificação da Carta das Nações Unidas em 1945, depois do fim da Segunda Guerra Mundial, inseriu o direito de autodeterminação no âmbito do direito internacional e diplomático.
- Capítulo 1, Art. 1º: diz que o objetivo da Carta das Nações Unidas é: "Desenvolver relações amistosas entre as nações, baseadas no respeito do princípio da igualdade de direitos e auto-determinação dos povos, e tomar outras medidas apropriadas para reforçar a paz universal".
- O Artigo 1º, tanto no Pacto Internacional sobre Direitos Civis e Políticos (PIDCP) como no Pacto Internacional sobre Direitos Econômicos, Sociais e Culturais (PIDESC), afirma o seguinte: "Todos os povos têm o direito de autodeterminação. Em virtude desse direito, determinam livremente sua condição política e perseguem livremente seu desenvolvimento econômico, social e cultural".
- A Declaração Universal dos Direitos Humanos das Nações Unidas, em seu artigo 15, dispõe que toda pessoa tem direito a uma nacionalidade e que ninguém deve ser arbitrariamente privado da sua nacionalidade, nem ter negado o direito de mudar de nacionalidade."

Em 14 de dezembro de 1960, a Assembleia Geral das Nações Unidas adotou a Resolução 1514 (XV) da Assembleia Geral das Nações Unidas, intitulada "Declaração sobre a Concessão da Independência aos Países e Povos Coloniais", que apoiava a concessão da independência aos países e povos coloniais, estabelecendo uma ligação jurídica inevitável entre a autodeterminação e o seu objetivo de descolonização. O artigo 5º afirma: “Serão tomadas medidas imediatas nos territórios sob tutela e nos territórios não autônomos, ou em todos os outros territórios que ainda não tenham alcançado a independência, para transferir todos os poderes para o povo desses territórios, sem quaisquer condições ou reservas, de acordo com a sua vontade e desejo livremente expressos, sem qualquer distinção de raça, credo ou cor, a fim de lhes permitir gozar de total independência e liberdade”.
Em 15 de dezembro de 1960, a Assembleia Geral das Nações Unidas adotou a Resolução 1541 (XV) da Assembleia Geral das Nações Unidas, com o subtítulo "Princípios que devem orientar os membros na determinação da existência ou não da obrigação de transmitir as informações previstas no artigo 73º da Carta das Nações Unidas no artigo 3º", que estabelecia que "[a] inadequação da preparação política, econômica, social e educacional nunca deve servir de pretexto para atrasar o direito à autodeterminação e à independência". Para monitorizar a aplicação da Resolução 1514, a Assembleia Geral criou, em 1961, o Comitê Especial, popularmente designado por Comitê Especial para a Descolonização , para garantir que a descolonização cumpria integralmente os princípios de autodeterminação da Resolução 1541 (XV) da Assembleia Geral  .
Justificadas pela linguagem da autodeterminação, entre 1946 e 1960, trinta e sete novas nações da Ásia, África e Oriente Médio conquistaram a independência das potências coloniais. A questão da territorialidade conduziria inevitavelmente a mais conflitos e movimentos independentistas em muitos Estados e a desafios ao pressuposto de que a integridade territorial é tão importante como a autodeterminação.

#### O mundo comunista versus o mundo capitalista
A descolonização no mundo foi contrastada pelo expansionismo bem sucedido da União Soviética no pós-guerra. Tuva e vários Estados regionais da Europa de Leste, do Báltico e da Ásia Central tinham sido totalmente anexados pela União Soviética durante a Segunda Guerra Mundial. Agora, a União Soviética alargava a sua influência através da criação dos Estados satélites da Alemanha Oriental e dos países da Europa Oriental, bem como do apoio a movimentos revolucionários na China e na Coreia do Norte. Embora os Estados satélites fossem independentes e possuíssem soberania, a União Soviética violou os princípios da autodeterminação ao suprimir a revolução húngara de 1956 e as reformas tchecoslovacas da primavera de Praga de 1968. No entanto, o marxismo-leninismo e a sua teoria do imperialismo foram também uma forte influência nos movimentos de emancipação nacional das nações do Terceiro Mundo que se rebelaram contra os regimes coloniais ou fantoches. Em muitos países do Terceiro Mundo, o comunismo tornou-se uma ideologia que uniu grupos para se oporem ao imperialismo ou à colonização.
As ações soviéticas foram contidas pelos Estados Unidos, que viam o comunismo como uma ameaça aos seus interesses. Ao longo da Guerra Fria, os Estados Unidos criaram, apoiaram e patrocinaram com sucesso regimes que serviam aos seus interesses econômicos e políticos, entre eles regimes anticomunistas como o de Augusto Pinochet no Chile e o de Suharto na Indonésia. Para o efeito, foram utilizados diversos meios, incluindo a orquestra de golpes de Estado, o patrocínio de países anticomunistas e intervenções militares. Consequentemente, muitos movimentos de autodeterminação, que rejeitaram algum tipo de governo anticomunista, foram acusados de serem de inspiração ou controle soviético.

### Pós Guerra Fria
Concomitantemente à queda do Muro de Berlim — marco do fim da Guerra Fria — os regimes comunistas dos Estados satélites soviéticos caíram de forma rápida e sucessiva, principalmente na Europa Oriental (Polônia, Hungria, Tchecoslováquia, Alemanha, Bulgária, Romênia e Mongólia). A Alemanha Ocidental e a Alemanha Oriental uniram-se, a Thecoslováquia dividiu-se pacificamente entre República Tcheca e Eslováquia, enquanto — já nos anos 90 — a Iugoslávia começou a partir-se em 6 Estados. A Macedônia tornou-se uma nação independente e se separou da Iugoslávia. O Kosovo, anteriormente uma unidade autônoma da Sérvia, declarou a sua independência em 2008, mas tem recebido reduzido reconhecimento internacional.
Em dezembro de 1991, após a renúncia de Gorbachev, a União Soviética dissolveu-se em quinze repúblicas soberanas. Internamente no contexto dessas novas repúblicas, quatro grandes regiões reivindicaram a sua própria independência, mas não obtiveram um reconhecimento internacional amplo.
Em suma, no pós Guerra Fria, os movimentos de autodeterminação continuam fortes em algumas regiões do mundo. Algumas áreas possuem a sua independência — ou pelo menos parte dela —- como Taiwan, Chipre do Norte, Kosovo e Ossétia do Sul. Ademais, a independência continua a ser contestada por um ou mais Estados importantes. Além disso, ainda existem movimentos significativos de autodeterminação em locais que não têm independência de fato, como o Curdistão, o Baluchistão e a Chechênia.

## Problemas atuais
Os conflitos violentos são a expressão mais drástica das dificuldades envolvendo o direito dos povos à autodeterminação. Desde o início dos anos 1990, com a fragmentação da União Soviética e da Iugoslávia, a legitimação do princípio de autodeterminação nacional levou a um aumento significativo no número de conflitos civis (dentro de Estados), em comparação a conflitos internacionais interestatais. 
Nesse sentido, subgrupos existentes dentro dos Estados que não se sentem contemplados pela construção nacional vigente, guiados pelo direito à autodeterminação, podem entrar em conflito violento com outros subgrupos e com o Estado dominante. Esses conflitos podem ser de natureza separatista, em que existe uma vontade do grupo se constituir como um novo Estado distinto, ou ser motivado pela busca de representação política e legal dentro do Estado existente. Isso significa que o direito dos povos de se constituírem enquanto nação não está definitivamente resolvido, nem em termos teóricos, como se viu antes, nem na realidade concreta do mundo. A resposta internacional a esses novos movimentos tem sido desigual e insuficiente. A Declaração das Nações Unidas de 2000 falhou em lidar com as novas demandas dos povos, abordando somente o direito à autodeterminação dos povos que permanecem sob domínio colonial e ocupação estrangeira.  De acordo com os professores Aleksandar Pavkovic e Peter Radan no artigo da Macquarie University Law Journal, os atuais problemas políticos e legais envolvendo autodeterminação incluem: 

### Definições de "povos"
Não existe uma definição legal de "povos" reconhecida no direito internacional.  Vita Gudeleviciute, da Universidade de Direito Vytautas Magnus, revisando o direito internacional e as resoluções da ONU, define que, em casos de populações não-autogovernadas (colonizadas e/ou indígenas) e  sob ocupação militar estrangeira, um "povo" é a população inteira do território ocupado, não importando as outras diferenças. Em casos nos quais um povo carece de representação por um governo estatal, os não-representados se tornam um povo separado. O direito internacional atual não reconhece minorias étnicas ou outras minorias como povos separados, com a exceção notável dos casos em que esses grupos são sistematicamente privados de direitos pelos governos dos Estados onde habitam. Outras definições atribuem como princípios definidores dos povos a auto-evidência (a partir da etnicidade, linguagem, história comum), a "ligação por afeto ou sentimento mútuos" ou por obrigações mútuas entre povos.  Ou a definição pode ser simplesmente que um povo é um grupo de indivíduos que por unanimidade escolheu um Estado separado. Nesse caso, a unanimidade entre o "povo" pelo desejo de autodeterminação fortalece a sua reivindicação. Por exemplo, as populações das unidades federadas da Iugoslávia eram consideradas um povo durante a separação da federação, apesar de que algumas dessas unidades tivessem populações muito diversas. Apesar de não haver uma definição plenamente aceita de "povos", comumente são feitas referências a uma definição proposta por Martínez Cobo, Relator Especial da ONU, em seu estudo sobre discriminação contra populações indígenas.  Alfred de Zayas, o Especialista Independente sobre a promoção de uma ordem internacional democrática e equitária, se baseou na "definição de Kerby" em seu Relatório para a Assembleia Geral de A/69/272? de 2014: "um grupo de pessoas com tradição histórica comum, identidade racial ou étnica, homogeneidade cultural, unidade linguística, afinidade religiosa ou ideológica, conexão territorial, ou vida econômica comum. A isso deveria-se adicionar  um elemento subjetivo: a vontade de ser identificado como um povo e a consciência de ser um povo". Abulof sugere que autodeterminação demonstra a "moral de dupla hélice" de dualidade (direito pessoal de se alinhar com um povo, e o direito do povo de determinar suas políticas) e mutualidade (o direito é tanto do outro quanto de si mesmo). Assim, autodeterminação confere aos indivíduos o direito de formar "um povo", que então tem o direito de estabelecer um Estado independente, desde que conceda o mesmo a todos os outros indivíduos e povos. 
Critérios para a definição de "povos tendo o direito à autodeterminação" foram propostos durante o caso de Kosovo na Corte Internacional de Justiça de 2010: 1) tradições e cultura; 2) etnicidade; 3) ligações históricas e herança; 4) linguagem; 5) religião; 6) senso de identidade ou parentesco; 7) a vontade de constituir um povo; e 8) sofrimento comum.  Portanto, são perceptíveis algumas similaridades entre as definições que possibilitam traçar uma origem comum do direito à autodeterminação em um senso de identidade nacional.

### Identidades nacionais e étnicas
A autodeterminação refere-se, historicamente, ao direito de um povo (nacional) se autodeterminar frente aos demais Estados do sistema internacional. É, portanto, um conceito que surge visando ao reconhecimento externo de soberania nacional e à não-interferência de outros Estados em seus assuntos internos.  No entanto, dentro de um mesmo Estado podem existir povos diferentes, que se relacionam à sua própria maneira com o conceito de autodeterminação, e essa relação é permeada pelas características legais internas desse Estado, como a definição de cidadania, o tratamento às minorias, o respeito à diversidade étnica.
As tensões envolvendo autodeterminação se conectam muito com a discussão envolvendo diferentes identidades nacionais e étnicas, seus direitos à cidadania, e a questões como inclusão e exclusão de grupos dentro de um Estado nacional. Se um grupo se identifica como uma nação própria, isso é diferente de uma identificação como um grupo étnico que busca representação e igualdade dentro de um mesmo Estado, pois toda nação pretende ser um Estado, mas nem toda identidade étnica se vincula a uma identidade nacional.

### Separatismo ou unidade territorial
Por definir que é a vontade de um povo que torna um Estado legítimo, a autodeterminação nacional parece desafiar o princípio da integridade territorial (ou soberania). Isso implica que um povo deveria ser livre para escolher seu próprio Estado e suas fronteiras. No entanto, existem mais nações do que Estados no mundo, e não existe um processo legal no direito internacional para o redesenho de fronteiras de acordo com a vontade desses povos.  Conforme a Ata Final dos Acordos de Helsinque de 1975, a ONU, a Corte Internacional de Justiça e especialistas em direito internacional, não existe contradição entre os princípios de autodeterminação e integridade territorial porque o segundo antecede o primeiro. 
Allen Buchanan, filósofo, professor e estudioso sobre autodeterminação e secessão, defende que a integridade territorial é um aspecto moral e legal de democracias constitucionais. No entanto, através da "Remedial Rights Only Theory" (traduzido para a Teoria de Direitos Corretivos Apenas), o autor avança a discussão defendendo que um grupo tem o "direito geral à secessão apenas e somente apenas se ele sofreu certas injustiças, para as quais secessão é a medida apropriada de última instância". Buchanan também reconhece secessão se ela é concedida pelo Estado ou incluída enquanto direito pela constituição. 
Vita Gudeleviciute defende que em casos de povos não-autogovernados e de ocupação militar estrangeira o princípio de autodeterminação sucede o de integridade territorial. Em casos em que um povo carece de representação pelo governo do Estado, ele pode também ser considerado um povo separado, mas pela lei atual não pode efetivar o direito à autodeterminação. Por outro lado, Gudeleviciute aponta que secessão dentro de um único Estado é um assunto doméstico ainda não coberto pelo direito internacional.
Uma grande quantidade de Estados já estabeleceu reivindicações sobre territórios que foram tirados deles como resultado do colonialismo. Isso é justificado pelo parágrafo 6 da Resolução 1514 (XV) da ONU, a qual consta que qualquer "tentativa direcionada à disrupção total ou parcial da unidade territorial e integridade territorial de um país é incompatível com os objetivos e princípios desta Carta". De acordo com esses Estados, isso se aplica para situações em que a integridade territorial foi interrompida pela colonização, de forma que o povo de um território sujeito à uma reivindicação territorial histórica é impedido de exercer o direito à autodeterminação. Essa interpretação é rejeitada por muitos Estados, que argumentam sobre o parágrafo 2 da Resolução 1514 (XV) da ONU constatar que "todos os povos têm direito à autodeterminação", e o parágrafo 6 não poder, então, ser usado para justificar reivindicações territoriais. O propósito original do parágrafo era de "assegurar que atos de autodeterminação ocorram dentro das fronteiras estabelecidas nas colônias, ao invés de dentro de sub-regiões". Além disso, o uso da palavra tentativa no parágrafo 6 denota uma ação (intenção) futura e não pode ser utilizada para justificar o redesenho baseado em uma ação passada.  Uma moção encabeçada pela Espanha e pela Argentina para qualificar o direito à autodeterminação em casos envolvendo disputa territorial foi rejeitada pela Assembleia Geral da ONU em 2008.   Percebe-se, assim, que essa não é uma questão resolvida no âmbito do direito internacional, deixando espaço para contestação e mobilização interna dentro dos Estados. Isso soma-se à dificuldade de resolver conflitos envolvendo autodeterminação e disputas de diferentes identidades nacionais em um Estado.

### Grupos minoritários
Para acomodar as demandas de direitos das minorias e evitar a secessão e a ruptura para a criação de um novo Estado, muitos Estados descentralizam ou delegam o poder de tomar decisões a novas ou já existentes subunidades ou áreas autônomas.
Isso porque a autodeterminação pode contrariar o princípio do sistema eleitoral majoritário e dos direitos iguais, especialmente quando há a existência de um grupo minoritário de tamanho considerável internamente a um Estado. Em sociedades democráticas, uma crítica comum ao sistema majoritário é que ele pode se transformar em uma tirania da maioria, especialmente em casos nos quais uma maioria simples é utilizada para atingir determinada finalidade. Essa falha é particularmente pungente quando há um grande grupo minoritário cujos interesses não estão sendo representados, podendo levar a um desejo por secessão.
O direito à autodeterminação das minorias é contestado dentro das democracias há muito tempo, em favor do sistema majoritário. Por exemplo, em seu discurso inaugural, Abraham Lincoln defendeu que:
"A ideia central da secessão é puramente a essência da anarquia. A maioria mantida em restrição por retificações constitucionais e limitações, e sendo facilmente alterada de acordo com as opiniões e sentimentos populares, é a única verdadeira soberania de um povo livre. Quem quer que rejeite isso se volta à anarquia e ao despotismo. Unanimidade é impossível. O governo de uma minoria, como arranjo permanente, é completamente inadmissível; de forma que, rejeitando o princípio do governo da maioria, tudo que resta é a anarquia ou o despotismo".
No entanto, expoentes do liberalismo que abordam o direito à autodeterminação de grupos minoritários contradizem essa noção ao argumentar que, nos casos onde a minoria não é capaz de se tornar maioria, é territorialmente concentrada e não quer ser governada pela maioria, é de interesse do Estado permitir a secessão do grupo minoritário.

## Casos notáveis de disputas envolvendo autodeterminação
- Curdistão
- País Basco
- Catalunha
- Norte da África (Tuareg)
- Ucrânia
- Malvinas
- Taiwan
- Hong Kong
- Palestina/Israel
- Caxemira